# Ле-Белле-ан-Вексен
Ле-Белле-ан-Вексен (фр. Le Bellay-en-Vexin) — муниципалитет во Франции, в регионе Иль-де-Франс, департамент Валь-д'Уаз. Население — 258 человек (1999). Муниципалитет расположен на расстоянии около 50 км северо-западнее Парижа, 19 км северо-западнее Сержи.

## Демография
Динамика населения (Cassini и INSEE):